# Cyclida
I ciclidi (Cyclida), precedentemente noti come cicloidi (Cycloidea), sono un gruppo di artropodi estinti, vissuti tra il Carbonifero e il Cretaceo (circa 345 - 70 milioni di anni fa). La loro classificazione è incerta, ma sono generalmente considerati un gruppo di crostacei maxillopodi.

## Descrizione
I cicloidi possedevano una forma del corpo piuttosto simile a quella dei granchi, e si suppone che abbiano occupato una nicchia ecologica simile, e potrebbero essersi estinti a causa della diffusione e della diversificazione dei granchi. I cicloidi più grandi erano larghi oltre 6 centimetri. Le loro branchie sono spesso conservate in tre dimensioni, e non assomigliano a quelle dei crostacei attuali. I vari generi di cicloidi differiscono principalmente per il numero di zampe, la forma delle mandibole e altri caratteri (Dzik, 2008).

## Classificazione
Vi è una notevole incertezza riguardo alla classificazione dei cicloidi all'interno degli artropodi. Nonostante siano generalmente considerati crostacei di qualche tipo, sono stati espressi dubbi circa la loro appartenenza a questo taxon, e circa l'omologia delle strutture respiratorie dei cicloidi con quelle di altri crostacei; sono state quindi proposte altre classificazioni, che li vedrebbero imparentati con i chelicerati (Boxshall e Jaume, 2009).
La prima descrizione di un cicloide avvenne nel trattato del 1836 Illustrations of the Geology of Yorkshire di John Phillips; lo studioso descrisse la specie "Agnostus ? radialis" tra i trilobiti. Nel 1938, Hermann von Meyer descrisse una specie di trilobite, anche se all'interno del genere Limulus, e in seguito la spostò in un genere a sé stante, Halicyne, riconoscendo che vi era qualcosa di diverso dalle specie attribuite a Limulus. Nel 1841, Laurent-Guillaume de Koninck spostò la specie di Phillips in un nuovo genere, Cyclus, classificandola non come un trilobite ma come un organismo completamente diverso. I cicloidi vennero poi considerati membri degli xifosuri, dei veri granchi e dei branchiuri (Fraaje, 2003).
Nel 1989, in una tesi non pubblicata, Neil Clark propose che i cicloidi fossero copepodi. Nel 1997, un nuovo studio propose invece i cicloidi come un sister group dei copepodi all'interno dei maxillopodi (Schram et al., 1997), e nel 2008 Jerzy Dzik li considerò un ordine all'interno del gruppo di maxillopodi noti come Branchiura, che precedentemente contenevano solo i cosiddetti "pidocchi dei pesci" (Argulidae).

## Tassonomia e stratigrafia
I cicloidi sono noti da depositi che vanno dal Carbonifero al Cretaceo superiore (Maastrichtiano). Sono tra i soli tre gruppi di artropodi "generalmente paleozoici" ad essere sopravvissuti all'evento di estinzione del Permiano-Triassico, oltre agli euticarcinoidi e i tilacocefali.
L'ordine dei ciclidi include 15 generi, qui sotto elencati in ordine di apparizione stratigrafica:
- Cyclus comprende numerose specie del Carbonifero.
- Schramine comprende alcune specie precedentemente attribuite a Halicyne, del Carbonifero.
- Americlus comprende alcune specie del Carbonifero precedentemente attribuite a Cyclus, tra cui la ben nota Cyclus americanus di Mazon Creek.
- Apionicon apioides è noto dal Carbonifero di Mazon Creek.
- Hemitrochiscus paradoxus è conosciuto nel Permiano della Germania.
- Oonocarcinus insignis e Paraprosopon reussi sono noti nel Permiano della valle del Sosio, in Sicilia.
- Halicyne comprende numerose specie del Triassico.
- Carcinaspides pustulosus è noto in calcari di probabile età triassica della Germania.
- Opolanka decorosa è conosciuto nel Triassico della Polonia.
- Cyclocarcinoides serratus e Mesoprosopon triasinum sono noti nel Norico (Triassico superiore) dell'Austria.
- Juracyclus posidoniae è conosciuto per fossili degli scisti nei pressi di Tubinga (Giurassico inferiore) in Germania.
- Alsasuacaris nostradamus è conosciuto per resti del Cenomaniano (inizio del Cretaceo superiore) in Spagna.
- Maastrichtocaris rostrata è conosciuto per fossili del Maastrichtiano (fine del Cretaceo) nella località tipo di questo piano geologico, nei Paesi Bassi, e rappresenta l'ultimo cicloide noto.

Stagmacaris quenstedti, una specie del Kimmeridgiano (Giurassico superiore) della Germania, è stato reinterpretato come parte dell'addome di un paguro (Barry et al., 2011).